# Euploea blossomae
Euploea blossomae är en fjärilsart som beskrevs av William Schaus 1929. Euploea blossomae ingår i släktet Euploea och familjen praktfjärilar. IUCN kategoriserar arten globalt som nära hotad. Inga underarter finns listade i Catalogue of Life.